# Пономарёвский сельсовет (Липецкая область)
Пономарёвский сельсовет — сельское поселение в Измалковском районе Липецкой области Российской Федерации.
Административный центр — деревня Недоходовка.

## История
Статус и границы сельского поселения установлены Законом Липецкой области от 23 сентября 2004 года № 126-ОЗ «Об установлении границ муниципальных образований Липецкой области»

## Население
| 2010 | 2012 | 2013 | 2014 | 2015 | 2016 | 2017 |
| ---- | ---- | ---- | ---- | ---- | ---- | ---- |
| 462  | ↘440 | ↘432 | ↗439 | ↘435 | ↘427 | ↘408 |
| 2018 | 2021 |      |      |      |      |      |
| ↘392 | ↘387 |      |      |      |      |      |

## Состав сельского поселения
| № | Населённый пункт | Тип населённого пункта          | Население |
| - | ---------------- | ------------------------------- | --------- |
| 1 | Знаменка         | деревня                         | 64        |
| 2 | Недоходовка      | деревня, административный центр | 159       |
| 3 | Пожарово         | село                            | 92        |
| 4 | Пономарево       | деревня                         | 39        |
| 5 | Черник           | село                            | 108       |